# Bangu-dong
Bangu-dong (koreanska: 반구동) är en stadsdel i staden Ulsan, i den sydöstra delen av Sydkorea, 300 km sydost om huvudstaden Seoul. Den ligger i stadsdistriktet Jung-gu.

## Indelning
Administrativt är Bangu-dong indelat i:
| Namn    | Namn             | Yta i km² | Invånare 31 dec 2018 |
| ------- | ---------------- | --------- | -------------------- |
| 반구1동 | Bangu 1(il)-dong | 1,12      | 18 867               |
| 반구2동 | Bangu 2(i)-dong  | 0,50      | 9 556                |